# Sminthopsis macroura
Sminthopsis macroura — вид родини сумчастих хижаків. Мешкає на більшій частині посушливих і напівпосушливих областей внутрішньої Австралії на купинних та спініфексних луках, серед чагарників.  Вага: 15-25 гр. Етимологія: грец. μάκρος —«великий, довгий», грец. ουρά —«хвіст».

## Загрози та охорона
Здається, немає серйозних загроз для цього виду. Існують локалізовані загрози від високого рівня випасання великої рогатої худоби та овець, яка, видається, грала роль у втраті цим видом південно-східної частини ареалу. Зареєстрований у багатьох природоохоронних областях.